# قشلاق نوروز (حومة بيجار)
قشلاق نوروز (بالفارسية: قشلاق نوروز) هي قرية تقع في إيران في حومة. يقدر عدد سكانها بـ 427 نسمة بحسب إحصاء 2016.